# NGC 688
NGC 688 este o galaxie spirală barată situată în constelația Triunghiul. A fost descoperită în 16 septembrie 1865 de către Heinrich Louis d'Arrest. Se află la o distanță de 59,43 de megaparseci de Pământ.